# Asnan
 Asnan  es una población y comuna francesa, en la región de Borgoña, departamento de Nièvre, en el distrito de Clamecy y cantón de Brinon-sur-Beuvron. Está integrada en la Communauté de communes du Val du Beuvron.

## Demografía
| 216 | 199 | 172 | 163 | 145 | 137 |
| Para los censos de 1962 a 1999 la población legal corresponde a la población sin duplicidades (Fuente: INSEE [Consultar]) |     |     |     |     |     |